# إمبيد دي أريثا
بلدية إمبيد دي أريثا (بالإسبانية: Embid de Ariza) هي بلدية تقع في مقاطعة سرقسطة التابعة لمنطقة أراغون شمال شرق إسبانيا.

## الديموغرافيا
بلغ عدد سكان بلدية إمبيد دي أريثا 53 نسمة عام 2011 (وفقاً للمعهد الوطني الإسباني للإحصاء).
| 64 | 70 | 63 | 71 | 62 | 56 | 53 |